# Clara Augusta de Brunswick-Wolfenbüttel
Clara Augusta von Braunschweig-Wolfenbüttel (en alemán: Clara Augusta von Braunschweig-Wolfenbüttel) (Hitzacker,  25 de junio de 1632 - Vaynsberg,  6 de octubre de 1700) de la Casa de Welf es la princesa de Brunswick-Lüneburg-Wolfenbüttel y por matrimonio duquesa de Württemberg.
Era hija del duque Augusto II de Brunswick-Wolfenbüttel (1579-1666) y de su segunda esposa Dorotea de Anhalt-Zerbst (1607-1634), hija del príncipe Rudolf von Anhalt-Zerbst.
Clara Augusta se casó el 7 de junio de 1653 en Wolfenbüttel con Federico de Wurtemberg-Neuenstadt (1615-1682), duque de Württemberg, tercer hijo del duque Johann Friedrich von Württemberg (1582-1628). De su hermano mayor, el duque Everardo III, su esposo Federico recibió en 1649 Neuenstadt y otros territorios para él y sus herederos. Así fundó la línea lateral de Württemberg-Neuenstadt.
El duque Federico murió después de una larga enfermedad el 24 de marzo de 1682. Clara Augusta fue a vivir a la residencia Weissenhof de su viuda de verano en Weinsberg. Clara Augusta murió en 1700, 18 años después de su esposo. Fue enterrada junto a su esposo en la tumba familiar que él construyó en 1664 en la iglesia de la ciudad de Neuenstadt.

## Descendencia
- Datos: Q11739616
- Multimedia: Clara Augusta of Brunswick-Lüneburg / Q11739616